# Bonnier Group
Bonnier AB (также Bonnier Group) — шведская медиагруппа из 175 компаний, действующих в 16 странах. Принадлежит семье Бонниер . Штаб-квартира расположена в Стокгольме.

## История
Компания основана в 1804 году немцем Герхардом Бонниером в Копенгагене, когда Бонниер опубликовал свою первую книгу «Underfulde оg sandfærdige kriminalhistorier». Позже сыновья Герхарда переехали в Швецию.

## Собственники и руководство
Bonnier контролируется примерно 75 членами семьи, в том числе несколькими наследниками в седьмом поколении.
Председатель совета директоров компании — Carl-Johan Bonnier. Главный управляющий — Tomas Franzén.

## Деятельность
Шведская «The Bonnier book publishing companies», входящие в издательство «Bonnierförlagen» теперь включают «Albert Bonniers förlag», «Wahlström & Widstrand», «Forum» и «Bonnier Carlsen», а также другие книгоиздательства и полиграфию в Швеции. «Bonnier Tidskrifter» издает журналы, в том числе «Veckans affärer», «Damernas Värld», «Amelia», «Sköna Hem», «Teknikens Värld», «Resume», почти дюжину кроссвордов, и журнал для электронных планшетов «C Mode». Другие дочерние компании включают шведское коммерческое телевидение: «TV4» и «C More Entertainment»; сеть кинотеатров «SF Bio» (40 процентов акций) и кинопроизводственные компании «Svensk Filmindustri» и «Sonet Film»; ежедневные газеты «Dagens Nyheter», «Expressen» и «Sydsvenskan»; ежедневную деловую газету «Dagens Industri»; и медицинский журнал «Dagens Medicin».

### Международная деятельность
В Дании деятельность медиагруппы включает в себя журнальный бизнес «Bonnier Publications», который имеет филиалы в Норвегии, Финляндии и России; бизнес еженедельник «Dagbladet Borsen»; кинопрокатная компания «SF Film» и кинопродюсерская «SF Film Production».
В Финляндии группе принадлежит «MTV Media Oy», которая владеет среди прочих коммерческими каналами «MTV3» и «Sub»; Радиоканал «Radio Nova»; Книгоиздательство «Tammi» и «WSOY»; плюс журналы из «Bonnier Publications» и кинопроекты «FS Film». В июне 2015 года финская компания Stockmann продала Bonnier Group сеть книжных торговых центров «Академический книжный магазин».
В Германии, « Bonnier Media Deutschland» включает среди прочих «Ullstein Buchverlage», «Piper Verlag», «Piper Verlag», «Thienemann Verlag» и «Carlsen Verlag».
В Норвегии, наряду с журналами из «Bonnier Media», сети кинотеатров «SF Kino» и кинопрокатной компании «SF Norge», медиагруппа владеет дочернее книгоиздательство «Cappelen Damm».
В США, «Bonnier Corporation» владеет более чем 40 журналами, в том числе «Popular Science», «Saveur», «Field & Stream», «Outdoor Life» и «Popular Photography», спортивными журналами, ориентированных на мотоциклы, а также рядом журналов о путешествиях и образе жизни. Книжное издательство «Weldon Owen» также является частью компании.
Книгоиздательская деятельность «Bonnier Publishing» в Великобритании включают «Autumn Publishing», «Hot Key Books», «Red Lemon Press», «Templar Publishing», «Piccadilly Press» and «Weldon Owen» (не путать с одноимённым издательством в США); «Piccolia» во Франции; и «Five Mile Press» в Австралии.
Bonnier владеет бизнес-газетами Эстонии («Äripäev»), Литвы («Verslo žinios»), Польши («Puls Biznesu») и Словении («Finance Business Daily»), а также медицинскими журналами в Дании, Норвегии, Финляндии, Польше и Словении. До 2017 года в России владело газетой «Деловой Петербург», которая была окончательно продана в 2017 году.
Bonnier также принимает участие в нескольких цифровых стартапах, в том числе платформе «Mag +» для планшетов и детского приложения Toca Boca.